# Debra Wilson
Pour les articles homonymes, voir Wilson.
Debra Wilson est une actrice et scénariste américaine née le 26 avril 1962 à South Ozone Park (en), dans le Queens (États-Unis).

## Biographie
De 1995 à 2003, Debra Wilson participe à l'émission à sketchs Mad TV et y incarne de manière récurrente Mariah Carey, Oprah Winfrey ou encore Whitney Houston.
En 2017, elle prête sa voix et son visage au personnage de Grace Walker, alliée du protagoniste B. J. Blazkowicz et cheffe de la Résistance américaine de Manhattan dans le jeu vidéo Wolfenstein II: The New Colossus, nouveau volet de la franchise Wolfenstein. Après ce rôle, l'actrice devient plus présente sur la scène vidéoludique. De plus, elle reprend le rôle en 2019 dans la suite Wolfenstein: Youngblood.
Également en 2017, elle prête sa voix à Amanda Waller dans le jeu vidéo d'aventure épisodique Batman: The Enemy Within du studio Telltale Games. Elle reprend une première fois le rôle en 2023 dans la série d'animation My Adventures with Superman. Elle reprend également le rôle dans le jeu vidéo Suicide Squad: Kill the Justice League, nouveau volet de la franchise Batman: Arkham qui doit sortir courant 2024.
En 2019, elle interprète Cere Junda, une Jedi exilée qui fait figure de mentore pour le Padawan Cal Kestis, protagoniste du jeu vidéo Star Wars Jedi: Fallen Order issu de la franchise Star Wars. Grâce à la technologie de la capture de mouvement, le personnage est modelé par rapport à elle. Elle reprend le rôle en 2023 dans la suite, Star Wars Jedi: Survivor.
Également en 2019, elle prête sa voix à Sophia Akande, cheffe des opérations d'Halcyon Holding à Byzantium, dans le jeu The Outer Worlds.
En 2021, elle prête sa voix au robot Kit dans le jeu vidéo Ratchet and Clank: Rift Apart.
Depuis 2022, elle prête sa voix  à Mme le Proviseur Santête Bloodgood dans la série d'animation de Nickelodeon Monster High.

## Filmographie
Sauf indication contraire, les informations mentionnées dans cette section peuvent être confirmées par la base de données cinématographiques IMDb,  présente dans la section « Liens externes ».

### Actrice

#### Cinéma
- 1994 : Cracking Up
- 1995 : New Jersey Drive
- 1995 : Brooklyn Boogie : Statistician
- 1996 : Girl 6 (film) : Salesgirl #3
- 1997 : Sleeping Together : Wendy
- 1997 : Gridlock'd (film) : Medicaid Woman #2
- 1997 : Les Reines de Beverly Hills (en) (B*A*P*S) : Hôtesse de l'air
- 1997 : Soulmates : Jennifer Williams
- 1997 : Asylum : Belinda Davis
- 1998 : Star Trek the Experience: The Klingon Encounter : Security Officer
- 2000 : Rubbernecking : Julia
- 2002 : Jane White Is Sick & Twisted : Chi-Chi
- 2003 : Cock-a-Doodle-Duel : [Qui ?] (voix)
- 2003 : Skin Deep : Alex
- 2004 : Target : Nolan
- 2004 : Nine Lives : Lisa
- 2005 : Knight to F4 : Cheryl Johnson
- 2005 : Bringing Up BayBay : Pam / BayBay Girl
- 2006 : Whitepaddy : Aunt Tiny
- 2006 : The Chosen One : Akia May (voix)
- 2006 : The Adventures of Brer Rabbit (vidéo) : Sister Buzzard (voix)
- 2006 : Danny Roane: First Time Director : Rehab Nurse
- 2006 : Scary Movie 4 de David Zucker : Oprah
- 2006 : Nos voisins, les hommes (Over the Hedge) : Debbie (voix)
- 2006 : Mandingo in a Box : Host
- 2006 : Shut Up and Shoot! : Nikki Ryder
- 2019 : Star Wars, épisode IX : L'Ascension de Skywalker : Nambi Ghima (voix)
- 2022 : Mickey Sauve Noël : Daisy Duck (spécial animation)
- 2023 : Mickey and Friends Trick or Treats (en) : Daisy Duck (court métrage d'animation)

### Télévision
- 1992 : Uptown Comedy Club : divers rôles
- 1995-2016 : Mad TV : divers rôles
- 1998 : Star Trek Deep Space Nine : la capitaine Lisa Cusak (saison 6, épisode 25)
- 1998 : Whose Line Is It Anyway?: elle-même (émission, saison 10, épisode 9)
- 1998-1999 : The Mr. Potato Head Show : Queenie (13 épisodes, voix)
- 2002 : Rapsittie Street Kids: Believe in Santa : Great Grandma (téléfilm, voix)
- 2005 : Studio House : Vicky (téléfilm)
- 2014 : La Veuve noire (Fatal Acquittal) : Détective Bell (téléfilm)
- 2016 : Z Nation : Linda (saison 3, épisode 11)
- depuis 2022 : La Maison magique de Mickey : Daisy Duck (2e voix, à partir de la saison 2)
- depuis 2022 : Monster High : Mme le Proviseur Santête Bloodgood (13 épisodes - en cours)
- depuis 2023 : My Adventures with Superman : Amanda Waller (3 épisodes - en cours)

### Jeux vidéo
- 2017 : Batman: The Enemy Within : Amanda Waller
- 2017 : Wolfenstein II: The New Colossus : Grace Walker
- 2019 : Star Wars Jedi: Fallen Order : Cere Junda
- 2019 : Wolfenstein: Youngblood : Grace Walker
- 2019 : The Outer Worlds : Sophia Akande
- 2019 : Days Gone : Addison « Addy » Walker
- 2021 : Ratchet and Clank: Rift Apart : Kit
- 2022 : God of War Ragnarök : Grýla
- 2022 : League of Legends : Renata Glasc
- 2023 : Star Wars Jedi: Survivor : Cere Junda
- courant 2024 : Suicide Squad: Kill the Justice League : Amanda Waller
- 2025 : Death Stranding 2: On the Beach : La Docteure[11]

### Scénariste
- 2005 : Bringing Up BayBay